# دیگردوستی مؤثر
کتاب دیگردوستی مؤثر (به انگلیسی: The Most Good You Can Do) توسط انتشارات دانشگاه ییل در سال ۲۰۱۵ منتشر شد. این کتاب نوشتهٔ فیلسوفِ اخلاق پیتر سینگر است و شامل توصیفات و استدلال‌هایی دربارهٔ ایده ایثار مؤثر است. این کتاب به عنوان دنباله‌ای برای کتاب زندگی که می‌توانی نجات دهی منتشر شده است که بحثی اخلاقی را در مورد کمک مالی برای بهبود زندگی افرادی که در فقر مطلق زندگی می‌کنند، ارائه می‌دهد. کتاب جدید بر روی چگونگی انجام بهترین و مؤثرترین کمک تمرکز دارد.
این کتاب در اواخر سال ۱۳۹۸ توسط آرمین نیاکان به فارسی ترجمه و توسط نشر نی به چاپ رسید. مقدمهٔ این کتاب توسط مصطفی ملکیان، محمدرضا جلائی‌پور و همچنین نویسنده اصلی کتاب، پیتر سینگر، برای مخاطبان فارسی‌زبان، نوشته شده است. در مراسم رونمایی این کتاب، پیتر سینگر به صورتی اینترنتی نکاتی را در مورد کتاب ارائه کرد.